# Henri Pierret
Henri Pierret (Beauraing, 1 februari 1925 – Clavier, 6 november 2007) was een Belgisch volksvertegenwoordiger.

## Levensloop
Pierret was getrouwd met Renée de Grand'ry en ze hadden vier kinderen.
Na een diploma van sociaal assistent te hebben behaald aan de Sociale School in Heverlee, werd hij bouwvakker. Van 1950 tot 1965 vertegenwoordigde hij de arbeiders van de hout- en bouwsector binnen het ACV. In het arrondissement Neufchâteau stichtte hij mee de Jeunes PSC.
Hij werd verkozen tot gemeenteraadslid van Libramont, een functie die hij uitoefende van 1959 tot 1964, en was vervolgens van 1965 tot 1971 provincieraadslid en bestendig afgevaardigde voor de provincie Luxemburg.
Van 1971 tot 1981 was hij voor de PSC lid van de Kamer van volksvertegenwoordigers voor het arrondissement Neufchâteau-Virton. Hij werd secretaris van de Kamer. Vanuit dit mandaat zetelde hij ook van 1971 tot 1980 in de Cultuurraad voor de Franse Cultuurgemeenschap en van 1980 tot 1981 in de Waalse Gewestraad en de Raad van de Franse Gemeenschap. Bij de verkiezingen van 1981 was hij geen kandidaat meer.
Hij was ook van 1985 tot 1994 bestuurder en ondervoorzitter van de Société regionale wallonne de logement, van 1972 tot 1997 voorzitter van de PMS-centra voor de vrije scholen, voorzitter van de Intercommunale de la Haute-Lesse, voorzitter van Ardenne et Lesse (een maatschappij van sociale woningen) en van 1965 tot 1971 voorzitter van het Belgisch Houtcentrum.